# 東京組曲2020
『東京組曲2020』は、日本のドキュメンタリー映画。

## ストーリー
「2020年4月
私たちは突然世界から遮断された。」
最初の緊急事態宣言後、街から人が消えた。皆、どうしているのか、何を感じているのか…。先行きのみえないコロナ禍に陥り、誰もが不安な日々を過ごしていた。

## キャスト
- 荒野哲朗
- 池田良
- 田川恵美子
- 大高洋子
- 大高岳彦
- 長田真英
- 田島英
- 加茂美穂子
- Koby
- 小西貴大
- 小松広季
- 佐々木史帆
- カルダモン
- 佐々木陽子
- 清野りな
- 長谷川葉月
- 畠山智行
- 平山りの
- 舟木幸
- 辺見和行
- 松本晃実
- 川島勇徳
- 髙野陽紀子
- 星野祐里
- 西海美穂
- 森啓騎
- 粕谷成寿
- 本山文
- 山田千春
- 矢吹一成
- 宮﨑優里
- 高安智実
- 八代真央
- 山口改
- 山口遼
- 山口将
- 山口清美
- 大澤主計
- 大澤むつ
- 吉岡そんれい
- きんとき
- 松本まりか（声の出演）

## スタッフ
- 監督：三島有紀子
- プロデューサー：朱雀経紀 、平野ヒロヤス 、李三鬼 、井出清美
- プロデューサーアシスタント：池ケ谷明杜
- 音楽：田中拓人
- 撮影：出演者たち、今井孝博 、山口改
- 編集：加藤ひとみ 、木谷瑞
- 調音：浦田和治
- 録音：前田一穂
- 音響効果：大塚智子
- 音響効果助手：柴田妃菜子
- ダビングエンジニア：渡部未佳
- スタジオテック：高階匠
- ラボコーディネーター：橋本智大
- DIカラーリスト：佐藤智
- オンラインエディター：阿部理
- アシスタント：藤崎宏平 、小池佑太郎
- DCPマスタリング：馬場亮 、小関秀治
- 宣伝プロデューサー：西田宣善
- 宣伝：高木真寿美 、松村厚
- タイトル•宣伝デザイン：オザワミカ
- 予告編•HP：松下周平
- 協力：東映ラボ•テック、東映デジタルラボ、東映デジタルセンター、ユルタ、ビーグル、ブーケガルニフィルムグ

- 配給：オムロ
- 制作：テアトル・ド・ポッシュ